# Ottaviano Nelli
Ottaviano Nelli (Gubbio, 1375 – 1444) è stato un pittore e miniatore italiano.

## Biografia

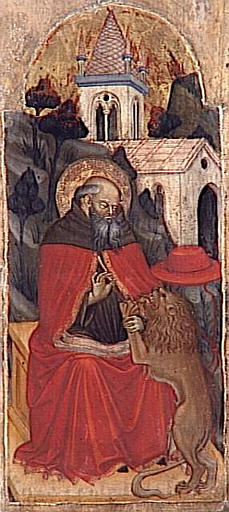
San Girolamo cura il leone, Petit Palais

Fu attivo inizialmente in Umbria, dove è documentato a Perugia nel 1400; le prime opere lo mostrano vicino allo stile del senese Taddeo di Bartolo, come nella La Madonna di Belvedere (1403) e nel Polittico di Pietralunga (1404). 
Nel 1403 fu anche console di Gubbio.
Tra il 1417 e il 1420 si colloca il primo soggiorno ad Urbino; nella città marchigiana Ottaviano Nelli sarà presente ancora nel 1427 e nel 1435, e documentato fino al 1444. Già nell'affresco con la Madonna del latte e angeli dell'Oratorio dell'Umiltà, egli dimostra un veloce aggiornamento del gusto cortese dominante ad Urbino, grazie all'attività di Lorenzo Salimbeni. 
Il linguaggio maturo del Nelli si espresse chiaramente in altre opere urbinati, come la Madonna del latte (post 1427) dell'Oratorio di Santa Croce e gli affreschi con la Madonna della misericordia, nonché il Giudizio universale affrescato nella Chiesa di Sant'Agostino a Gubbio.
Esercitò una grande influenza nell'Umbria e nelle Marche, ma furono soprattutto i maestri eugubini a prendere in considerazione la sua arte ripetendone i canoni..
Ebbe come allievo, per sei anni, Domenico di Cecco
Il 23 settembre 2021 si è inaugurata a Gubbio una mostra monografica dal titolo “Ottaviano Nelli e il ‘400 a Gubbio. Oro e colore nel cuore dell’Appennino” (curatori Andrea de Marchi e Maria Rita Silvestrelli).

### Opere
- Madonna del Belvedere (1403), Gubbio, chiesa di Santa Maria Nuova
- Polittico di Pietralunga (1404), Perugia, Galleria nazionale dell'Umbria
- Storie di Maria Vergine (1408 - 1413 circa), affreschi, Gubbio, chiesa di San Francesco
- Annunciazione (1415), Santuario S. Maria delle Grazie Rimini
- Madonna del latte e angeli, Urbino, oratorio dell'Umiltà
- Polittico francescano, Adorazione dei Magi, scomparto centrale (1423 – 1425 circa), Worcester, Massachusetts,U.S.A. Worcester Art Museum
- Storie di Maria Vergine (1424), affreschi, Foligno, cappella di Palazzo Trinci
- Madonna del latte (post 1427), Urbino, oratorio di Santa Croce
- Madonna della misericordia e santi (attr.), Urbino, chiesa  della Madonna dell'Homo
- Storie di sant'Agostino e Giudizio universale, affresco, Gubbio, chiesa di Sant'Agostino
- Madonna col Bambino, affresco, Foligno, chiesa di Santa Maria Infraportas